# August Laqueur
Joachim August Laqueur (* 24. Oktober 1875 in Straßburg, Deutsches Reich; † 10. November 1954 in Ankara) war ein deutscher Mediziner mit dem Spezialgebiet Physikalische Therapie.

## Leben
August Laqueur war ein Sohn des Ophthalmologen und Professors an der Universität Straßburg Ludwig Laqueur (1839–1909), sein Bruder war der spätere Althistoriker Richard Laqueur (1881–1959). Er studierte seit dem Wintersemester 1894/95 Medizin in Straßburg und München. 1899 wurde er in München promoviert und anschließend Volontärarzt an der I. Medizinischen Klinik der Charité in Berlin bei Ernst von Leyden, 1900 Assistenzarzt am Hydrotherapeutischen Institut der Universität Berlin bei Ludwig Brieger. Seit dem 1. Oktober 1906 war er Direktor der Physikalisch-Therapeutischen Abteilung am städtischen Rudolf-Virchow-Krankenhaus in Berlin, das unter seiner Leitung mit den neuesten technischen Geräten ausgestattet wurde. Er arbeitete u. a. mit Licht- und Elektrotherapie.
Im September 1933 wurde er aufgrund des „Berufsbeamtengesetzes“ entlassen. Daraufhin emigrierte er 1935 in die Türkei, wo er, bereits 60-jährig, von 1935 bis 1945 als Direktor der Physiotherapeutischen Abteilung am Staatlichen Musterkrankenhaus (Numune Hastanesi) in Ankara tätig war. Auch im Ruhestand blieb er in Ankara.
Verheiratet war er mit Ilse Laqueur, geb. Netto (1881–1962), ihre Kinder waren Kurt (1914–1997) und Marianne Laqueur (1918–2006).

## Veröffentlichungen (Auswahl)
- Ueber den Zusammenhang von Myelitis und Neoplasma. München 1899 (Dissertation).
- mit Otto Müller, Wilhelm Mixdorf: Leitfaden der Elektromedizin für Ärzte und Elektrotechniker. Halle 1922
- mit Otto Müller: Leitfaden der Elektromedizin einschließlich der elektrischen Licht- und Wärmeanwendungen für den praktischen Arzt und den Elektroingenieur. 2., vollständig neu bearbeitete Auflage. Halle 1928; 3., völlig neubearbeitete Auflage. Halle 1951.
- Leitfaden der Diathermiebehandlung. 2., vermehrte und verbesserte Auflage, Berlin 1929.
- mit Walther Rump, Hermann Wintz: Die physikalische Therapie in der Gynäkologie. Bergmann, München 1930.
- Licht Luft und Wasser. Gettenbach 1930.
- Die Praxis der Physikalischen Therapie. Ein Lehrbuch für Ärzte und Studierende. Berlin 1910, 3. Auflage Berlin 1922; 4. Auflage mit Josef Kowarschik, Wien 1937